# 貝塚警察署
貝塚警察署（かいづかけいさつしょ）は、大阪府警察が管轄する警察署の一つである。
警察署庁舎の老朽化が著しいことから、移転建替が検討されている。
候補地として、同市畠中一丁目の市有地が計画されていて、移転予定は2025(令和7）年度となっている。

## 所在地
- 大阪府貝塚市海塚167番地
  - 南海本線 貝塚駅

## 管轄区域
- 貝塚市

## 交番
- 石才交番 - 貝塚市石才592番地
- 貝塚駅前交番 - 貝塚市海塚133番地
- 小瀬交番 - 貝塚市小瀬一丁目25番39号
- 沢交番 - 貝塚市澤670番地の5
- 名越交番 - 貝塚市名越696番地
- 橋本交番 - 貝塚市堤49番地の1
- 東貝塚駅前交番 - 貝塚市半田92番地の2
- 堀新交番 - 貝塚市堀三丁目19番23号
- 三ツ松交番 - 貝塚市三ツ松1289番地
- 脇浜交番 - 貝塚市脇浜924番43

## 駐在所
- 木積駐在所 - 貝塚市木積2113番地の1